# Gabriel Stănescu
Gabriel Stănescu (n. 9 septembrie 1951, București - d. 22 noiembrie 2010, București) a fost un poet optzecist, eseist și editor român american. Membru al Uniunii Scriitorilor din România. 

## Date biografice
Gabriel Stănescu, poet al generației optzeciste, eseist, editor român american, s-a născut la 9 septembrie 1951, la București. Este licențiat al Facultății de Filosofie, Universitatea București, promoția  1977. Doctor în Filosofie din anul  2002, cu teza: Particularități etnoculturale ale românilor americani. Contribuții la studiul comparativ al etnosului românesc. A fost membru al cenaclului Universitas condus de Mircea Martin. În 1990, începe publicarea revistei Noul Criterion care va apare în câteva numere. În 1991, se stabilește în Atlanta, S.U.A, unde, în iunie 1997, fondează Origini Romanian Roots, A Review of Literature, Ideas, and the Arts, iar la scurt timp după aceasta, înființează editura Criterion Publishing  la care, din anul 2000 începe să publice Caiete Internaționale de Poezie și Almanahul Origini.
Se stinge din viață la 22 noiembrie 2010, la București.

## Frânturi de gânduri
În limba țării mele dacă scriu nu mă simt vinovat. Pentru mine unul, "integrarea" nu va fi completă din pricină că nu pot exprima cu deplinătate ceea ce simt într-o limbă de împrumut. Una este să  comunici curent într-o limbă de adopțiune și alta e să o stăpânești în așa mare măsură încât să te și poți exprima, ca și cum ai respira. Câți s-au încumetat să o facă? Câți  au reușit cu adevărat să atingă perfecțiunea? Trebuie să fii înger și să vorbești limbajul îngerilor; și eu nu sunt înger. Îmi asum riscul, în continuare, de a scrie în românește. E un paradox să locuiești departe de țară și să scrii în limba țării tale, un paradox comfortabil, totuși. În limba țării mele , scriind, nu plătesc vamă, nici taxe statului american. Numai Dumnezeu vorbește pentru mine în graiul neamului meu (Stănescu, Gabriel: Jurnal în căutarea poeziei, Ed. Criterion Publishing, 2001, p. 131).
Traiesc și scriu fără iluzii. Existența aceasta este așa cum mi-a fost hărăzită. Nu o pot schimba. Nu o facem noi, ci ne este dată. O purtăm ca și cum ar fi a noastră, dar nu este. Măcar de ne-ar fi luată în momentul în care Dumnezeu vede că nu facem nimic cu ea. Dar Dumnezeu ne-o ia tocmai atunci când avem mai multă nevoie de ea.  Unii nu fac nimic ca să o aibă, alții, dimpotrivă, fac prea mult și nu o pot avea. Scriu totuși, cu sentimentul că ultimul cuvânt nu îl va avea moartea (Stănescu, Gabriel: Jurnal în căutarea poeziei,  Ed. Criterion Publishing, 2001).
Cultura noastră este drastic limitată datorită fragmentarismului existenței omului acestui secol, preocupat de supraviețuire, de imediat și mai puțin fascinat de frumusețea întregului care se relevă în erudiție. Tipul cărturarului a fost înlocuit cu cel al foiletonistului, care scrie mai mult decât citește , care comentează superfluu mai mult decât înțelege (Stănescu, Gabriel: Jurnal în căutarea poeziei,  Ed. Criterion Publishing, 2001, p. 130).
Scriitura echivalează cu o descoperire (în ordine spirituală) a ceva care există deja, dar care trebuie tălmăcit, tradus, descifrat, descoperit. Potrivit doctrinei platoniciene, a descoperi, a inventa echivalează cu a-ți aminti. Borges explica și el în aceiași termeni propriul proces de creație: " Când eu scriu ceva, am senzația că totul preexistă. Eu plec, de regulă de la un concept general; știu mai mult sau mai puțin, începutul  și finalul, iar apoi descopăr părțile intermediare, dar nu am senzația de a le inventa, nu am senzația că ar depinde de mine în mod arbitrar acest lucru. Lucrurile sunt așa cum sunt, iar datoria mea de poet este să le descopăr ." (Stănescu, Gabriel: Jurnal în căutarea poeziei,  Ed. Criterion Publishing, 2001, p. 77).